# سليمة إكرام
سليمة إكرام (مواليد 17 مايو 1965)، أستاذة باكستانية في الجامعة الأمريكية بالقاهرة متخصصة في علم المصريات. شاركت في العديد من المشاريع الأثرية في مصر، وهي مؤلفة لعدة كتب حول علم الآثار المصري، بالإضافة إلى مساهمتها في مجلات مختلفة وظهورها كضيفة في برامج تلفزيونية متعلقة بهذا المجال.

## الحياة المبكرة والتعليم
وُلدت سليمة إكرام في لاهور، باكستان، عام 1965. نشأ اهتمامها بعلم الآثار في سن الثامنة عندما تلقت نسخًا من كتاب "حكايات تانجلوود" لناثانيال هوثورن وكتاب "مصر القديمة" من تحرير "تايم لايف بوكس". زاد شغفها بعلم المصريات بعد زيارة إلى مصر في سن التاسعة.
درست إكرام علم المصريات والآثار في كلية برين ماور، حيث حصلت على درجة البكالوريوس في علم الآثار والتاريخ الكلاسيكي والشرق الأدنى. واصلت دراستها في جامعة كامبريدج، حيث حصلت على درجة الماجستير والدكتوراه في علم المصريات ودراسات المتاحف. وكان عنوان أطروحتها للدكتوراه "قطع مختارة: إنتاج اللحوم في مصر القديمة".

## تسجيلات فيديو
- هل السرطان مرض وراثي؟ على يوتيوب

## وصلات خارجية
- أول حالة سرطان في مومياء ترفع احتمالية العوامل الوراثية ، الجامعة الأمريكية بالقاهرة
- عالمة «مصريات» باكستانية تؤكد سرقة آثار الواحات ، اليوم السابع في 7 أبريل 2010
- الجامعة الأمريكية بالقاهرة تطلق برنامج الماچستير في علم المصريات والقبطيات ، هنا القاهرة في 2 يناير 2011
- الجامعة الأميركية تنشر كتابين يبحثان ارتباط قدماء المصريين ببعض الحيوانات ، الشرق الأوسط في 10 مايو 2005
- الجامعة الأمريكية تنشئ جائزة للآثار باسم زاهى حواس ، محيط في 9 فبراير 2013
- أستاذة علم مصريات بالجامعة الأمريكية وعلماء آثار يكشفون النقاب عن جلد نادر لعربة مصرية قديمة ، الأهرام في 21 أبريل 2013
- استاذة بالجامعة الأمريكية تكتشف 8 ملايين مومياء لحيوانات بسقارة ، الأهرام في 20 ديسمبر 2012
- أسرار أثرية تكشفها سليمة إكرام عن سراديب موتي الكلاب في سقارة ، الأهرام في 20 ديسمبر 2012
- مومياوات للتبني  ، BBC World في 1 أبريل 2001
- الأصفر: 1% من آثار الجيزة نهبت بعد ثورة مصر ، CNN في 7 فبراير 2013
- المومياوات الأليفة!  ، روزاليوسف الأسبوعية في 31 أكتوبر 2009
- مستشار بوش الأب وكلينتون يحاضر عن الفن الفرعوني ، الأهرام في 10 مارس 2007